# Bahrain Petroleum Company
La Bahrain Petroleum Company (BAPCO) est la compagnie nationale de pétrole de Bahreïn.

## Histoire

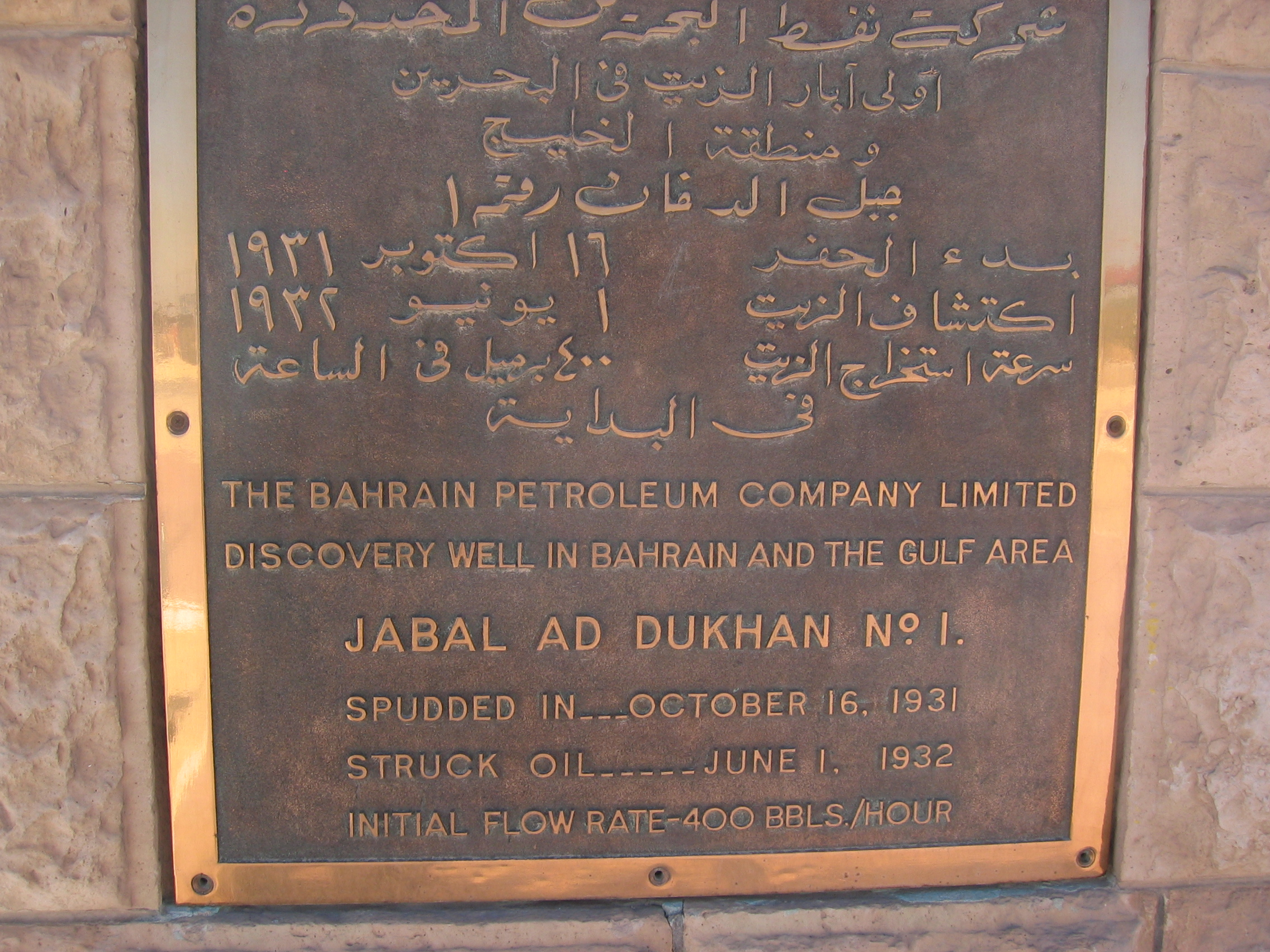
Plaque commémorant le premier puits de pétrole

La BAPCO a été créé en 1929 au Canada par la Standard Oil Company of California pour les activités d'exploration pétrolière à Bahreïn. Elle a repris les actifs de la Gulf Oil à Bahreïn. En 1930, elle obtient l'unique concession pétrolière à Bahreïn. Le 31 mai 1932, la société découvre le champ pétrolifère Awali. En 1936, la Standard Oil Company of California signe un accord avec Texaco, qui acquiert la moitié des parts de BAPCO.
En 1975, plus de 60% des parts de BAPCO sont acquises par le Gouvernement de Bahreïn. En 1980, toutes les actions BAPCO sont reprises par le Gouvernement de Bahreïn. En 1999, la Bahrain Petroleum Company actuelle est créée lorsque la Bahrain National Oil Company, créée en 1976 fusionne avec la BAPCO.

## Activités
BAPCO est une société pétrolière intégrée opérant dans le domaine de l'exploration, du forage, de la production, du raffinage et de la commercialisation. Elle possède une raffinerie de pétrole d'une capacité de 260 000 barils par jour, qui se situe à mi-chemin entre le camp d'hébergement des travailleurs sur le champ d'Awali et Sitra. Le complexe comprend également les installations de stockage d'une capacité de 14 millions de barils ainsi qu'un terminal maritime. Environ un sixième de ce brut provient des champs pétrolifères du Bahreïn, le reste provenant de l'Arabie Saoudite. Ainsi Saudi Aramco fournit environ 235 000 barils par jour par le biais de l'oléoduc Abqaiq–Dhahran d'une longueur de 62 km[réf. nécessaire]. La construction d'un nouvel oléoduc a été proposée partant de l'usine Aramco d'Abqaiq jusqu'à Qurayyah utilisant un couloir oléoduc existant, puis suivant les côtes de Bahreïn, pour finalement arriver à la raffinerie[réf. nécessaire].